# Кивлениекс, Матисс
Ма́тисс Э́дмундс Ки́влениекс (латыш. Matīss Edmunds Kivlenieks; 26 августа 1996, Рига, Латвия — 4 июля 2021, Нови, Мичиган, США) — латвийский профессиональный хоккейный вратарь.

## Карьера
Дебютировал во взрослом хоккее в сезоне 2011/12 в составе рижской «Призмы». Имея амбиции в НХЛ, Кивлениекс решил покинуть Латвию и продолжить своё развитие в североамериканских юниорских лигах, первоначально присоединившись к «Форест Лейк Лейкерс» в юниорской хоккейной лиге Миннесоты. В 2017 году Матисс присоединился к «Кливленд Монстерз», фарм-клубу «Коламбус Блю Джекетс», подписав трёхлетний контракт начального уровня. В течение сезона 2019/20 Кивлениекс был неоднократно отозван в состав «Блю Джекетс», прежде чем наконец дебютировал в НХЛ, заработав свою первую победу в со счётом 2:1 над «Нью-Йорк Рейнджерс» 19 января 2020 года. Он отразил 32 броска игроков соперника и закончил матч с процентом бросков 0,969.
В сезоне 2017/18 впервые сыграл за национальную сборную страны. Он привёл Латвию к первой в истории победе над Канадой на чемпионате мира по хоккею 2021 года, отразив все 38 бросков и получив награду лучшему игроку матча. В первом периоде он парировал 13 бросков, во втором — 14, в третьем — 11.
Скончался в результате несчастного случая 4 июля 2021 года в возрасте 24 лет. Вместе с командой Матисс праздновал свадьбу дочери Мэнни Легаси - тренера вратарей «Коламбуса». В разгар вечеринки кто-то запустил фейерверк, который упал и по горизонтальной траектории полетел в сторону его одноклубника Мерзликина и его беременную жену. Матисс, выходя из бассейна, быстро среагировал и закрыл одноклубника и его жену своим телом, после чего потерял равновесие и сильно ударился головой о твёрдый кафель бассейна. Уже в больнице обнаружилось, что из-за выстрела фейерверка в грудь у Кивлениекса были поражены ожогами лёгкие и сердце. Согласно заключению судмедэкспертов, хоккеист умер после попадания петарды в грудь.

## Статистика

### Клубная статистика
| 2017/18     | Кливленд Монстерз    | АХЛ         | 43 | 14 | 21 | 4 | 2296 | 123 | 1 | 3.21 | .891 | — | — | — | — | — | — | — | — |
| 2018/19     | Кливленд Монстерз    | АХЛ         | 14 | 4  | 4  | 1 | 711  | 44  | 1 | 3.71 | .873 | — | — | — | — | — | — | — | — |
| 2018/19     | Каламазу Уингз       | ECHL        | 8  | 5  | 3  | 0 | 420  | 19  | 0 | 2.71 | .923 | — | — | — | — | — | — | — | — |
| 2019/20     | Кливленд Монстерз    | АХЛ         | 20 | 9  | 8  | 3 | 1194 | 59  | 1 | 2.96 | .904 | — | — | — | — | — | — | — | — |
| 2019/20     | Коламбус Блю Джекетс | НХЛ         | 6  | 1  | 1  | 2 | 285  | 14  | 0 | 2.95 | .898 | — | — | — | — | — | — | — | — |
| 2020/21     | Кливленд Монстерз    | АХЛ         | 8  | 6  | 2  | 0 | 481  | 18  | 0 | 2.25 | .929 | — | — | — | — | — | — | — | — |
| 2020/21     | Коламбус Блю Джекетс | НХЛ         | 2  | 1  | 1  | 0 | 124  | 7   | 0 | 3.40 | .901 | — | — | — | — | — | — | — | — |
| Всего в НХЛ | Всего в НХЛ          | Всего в НХЛ | 8  | 2  | 2  | 2 | 409  | 21  | 0 | 3.09 | .899 | — | — | — | — | — | — | — | — |

### Международная
| Год                         | Сборная                     | Турнир                      | Результат                   |   | И | В | П | Н/ПО | МИН | ГП | СМ   | СШМ  | ОБ% |
| --------------------------- | --------------------------- | --------------------------- | --------------------------- | - | - | - | - | ---- | --- | -- | ---- | ---- | --- |
| 2014                        | Латвия (юн.)                | WJC18-D1                    | 11-е                        | 4 | — | — | — | —    | —   | —  | 2.37 | .899 |     |
| 2015                        | Латвия (мол.)               | WJC-D1                      | 13-е                        | 4 | 2 | 1 | 1 | 241  | 7   | 0  | 1.75 | .928 |     |
| 2016                        | Латвия (мол.)               | WJC-D1                      | 11-е                        | 4 | 4 | 0 | 0 | 245  | 7   | 0  | 1.71 | .941 |     |
| 2018                        | Латвия                      | ЧМ                          | 8-е                         | — | — | — | — | —    | —   | —  | —    | —    |     |
| 2021                        | Латвия                      | ЧМ                          | 11-е                        | 4 | 1 | 2 | 0 | 248  | 9   | 1  | 2.18 | .922 |     |
| Всего (осн. сборная Латвии) | Всего (осн. сборная Латвии) | Всего (осн. сборная Латвии) | Всего (осн. сборная Латвии) | 4 | 1 | 2 | 0 | 248  | 9   | 1  | 2.18 | .922 |     |